# 汪菊渊
汪菊渊（1913年4月11日—1996年1月28日），男，安徽休宁人，中国花卉园艺、园林学专家，中国工程院院士。

## 生平
1934年毕业于南京金陵大学农学院，获学士学位。
1995年当选为中国工程院院士。